# 레드 웨스트
레드 웨스트(Robert Gene West, 1936년 3월 8일 ~ 2017년 7월 18일)는 미국의 배우, 가수, 텔레비전 배우, 작곡가 겸 작사가, 스턴트 배우이다.
멤피스에서 태어났으며 멤피스에서 사망하였다. 사인은 대동맥류이다.

## 영화
- 세이프 헤이븐 (2013년)
- 앳 애니 프라이스 (2012년) - 클리프 위플 역
- 발명의 아버지 (2010년)
- 굿바이 솔로 (2008년)
- 글로리 로드 (2006년) - 로스 무어 역
- 엘비스 바이 프레슬리스 (2005년)
- 올모스트 메이드 (2004년)
- 로라 (2004년)
- 어버브 서스픽션 (2000년)
- 나는 아직도 네가 지난 여름에 한 일을 알고 있다 (1998년)
- 레인메이커 (1997년)
- 윌로우성의 비밀 (1995년)
- 즉결 심판 (1995년)
- 블랙 써클 (1995년)
- 올리버 스톤의 킬러 (1994년)
- 카멜레온 (1992년)
- 살인 추적 25시 (1991년)
- 빌리 더 키드 (1989년)
- 트래퍼 카운티의 공포 (1989년)
- 로드 하우스 (1989년)
- 두 남자 (1987년)
- A 특공대 - TV시리즈 (1983년)
- 달리는 사이먼 (1981년)
- 더 폴 가이 (1981년)
- 날으는 슈퍼맨 (1981년)
- 매그넘 P.I. (1980년)
- 듀크 (1979년)
- 형사 Q (1976년)
- 제8 전투 비행대 (1976년)
- 워킹 톨 2 (1975년)
- 워킹 톨 (1973년)
- 리브 어 리틀, 러브 어 리틀 (1968년)
- 클램베이크 (1967년)
- 네이비 Vs. 나이트 몬스터 (1966년)
- 스핀아웃 (1966년)
- 파라다이스 (1966년)
- 제5전선 (1966년)
- 서부를 향해 달려라 (1965년)
- 헤럼 스케럼 (1965년)
- 걸 해피 (1965년)
- 비바 라스베가스 (1964년)
- 잇 해펀드 앳 더 월드 페어 (1963년)
- 아카풀코의 추억 (1963년)
- 걸스! 걸스! 걸스! (1962년)
- 폴로우 댓 드림 (1962년)
- 와일드 인 더 컨트리 (1961년)
- 블루 하와이 (1961년)
- 플레이밍 스타 (1960년)